# 難破船バタヴィア号の惨劇
『難破船バタヴィア号の惨劇』（なんぱせんバタヴィアごうのさんげき）は、作家マイク･ダッシュのノンフィクション小説。17世紀にオーストラリア近郊の無人島で発生したオランダ東インド会社の乗員乗客同士の虐殺事件を追求したドキュメンタリー作品である。

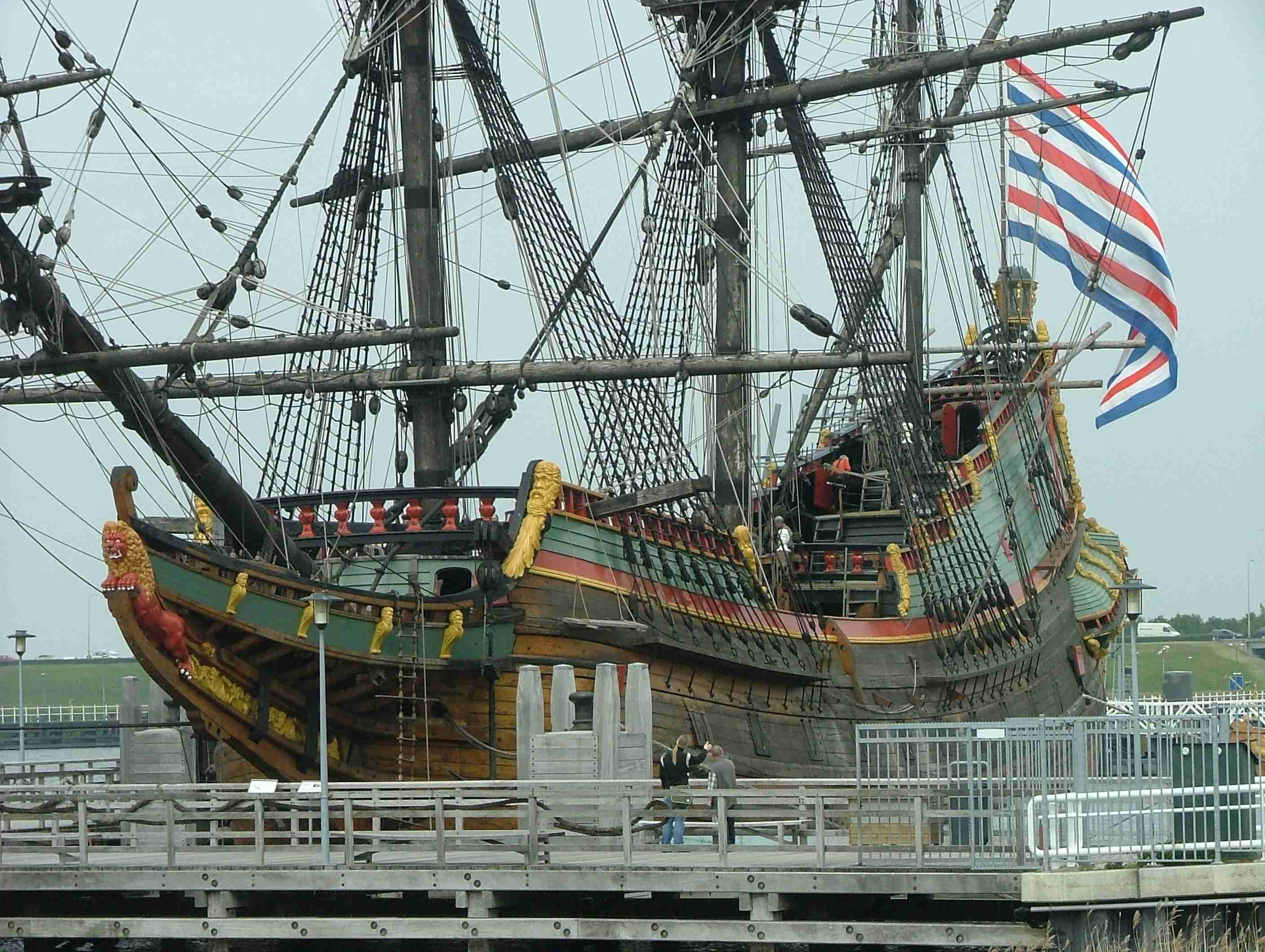
復元されたバタヴィア号

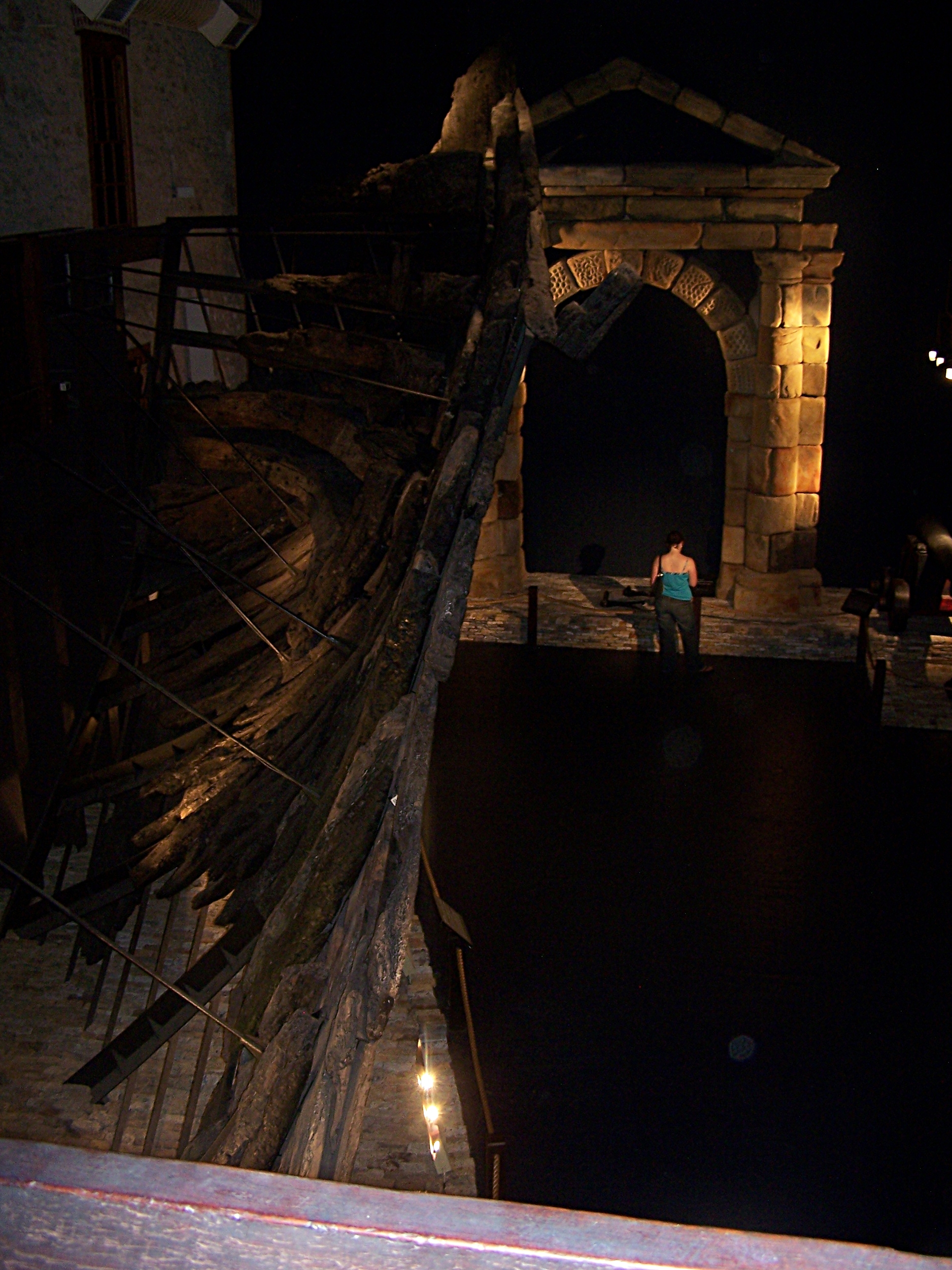
回収され博物館に展示されているバタヴィア号の残骸

## あらすじ
大航海時代の1628年、オランダからバタヴィアへオランダ東インド会社の船団が向かった。そのなかの一つ帆船バタヴィア号は、340名の乗員乗客（水夫、兵士、一般乗客、船員、その家族）を乗せる大型船だった。航海中、船長と船団長が不仲となり、船内ではナンバー3の地位にある副商務員イエロニムスに唆された船長は船団長を殺害し船を乗っ取り海賊となることを企てるようになる。1629年、船団から離れバタヴィア号一隻となった時、密かに集めていた仲間を使って計画を実行しようとしたが、オーストラリア沖で珊瑚礁に座礁した。近くの無人島に生き残った乗員乗客の大半が上陸し、船長と船団長他20名は救助を求め小型船で脱出した。それからまもなくバタヴィア号は沈没したが、その時脱出したイエロニムスがその地位によって生存者のリーダーとなる。しかし、島には物資が少ないことと、反乱を企てていたことの発覚（当時、オランダ東インド会社に反抗した場合、死刑だった）の恐れから、自分に不要な生存者たちの抹殺を決意する。密かに仲間を集め、生存者たちをグループに分けてある一団を隣の島に探検に出かけさせ帰れなくし、またある一団は言葉巧みに武器を取り上げ別の島に追い払った。こうして分断すると本性を現し、堂々と殺戮を行なうようになった。このころになると物資の節約のためですらなく娯楽を目的として殺人を行うようになり、生存者たちは絶望していたが、追放されていた兵士の一団がイエロニムスの予想に反して隣の島で生き残り敵対するようになった。この闘争のさなかイエロニムスは捕虜となり、その一派は別のリーダーを立てて戦い続けるがちょうどその時、船団長率いる救助船がやってきた。またたくまにイエロニムス一派を鎮圧すると裁判をおこないメンバーの大部分を処刑し島を立ち去る。